# Sidi Bousber
Sidi Bousber är en ort i Marocko.   Den ligger i provinsen Ouezzane och regionen Tanger-Tétouan-Al Hoceïma, 150 km öster om huvudstaden Rabat.